# Конрад, Кристоф

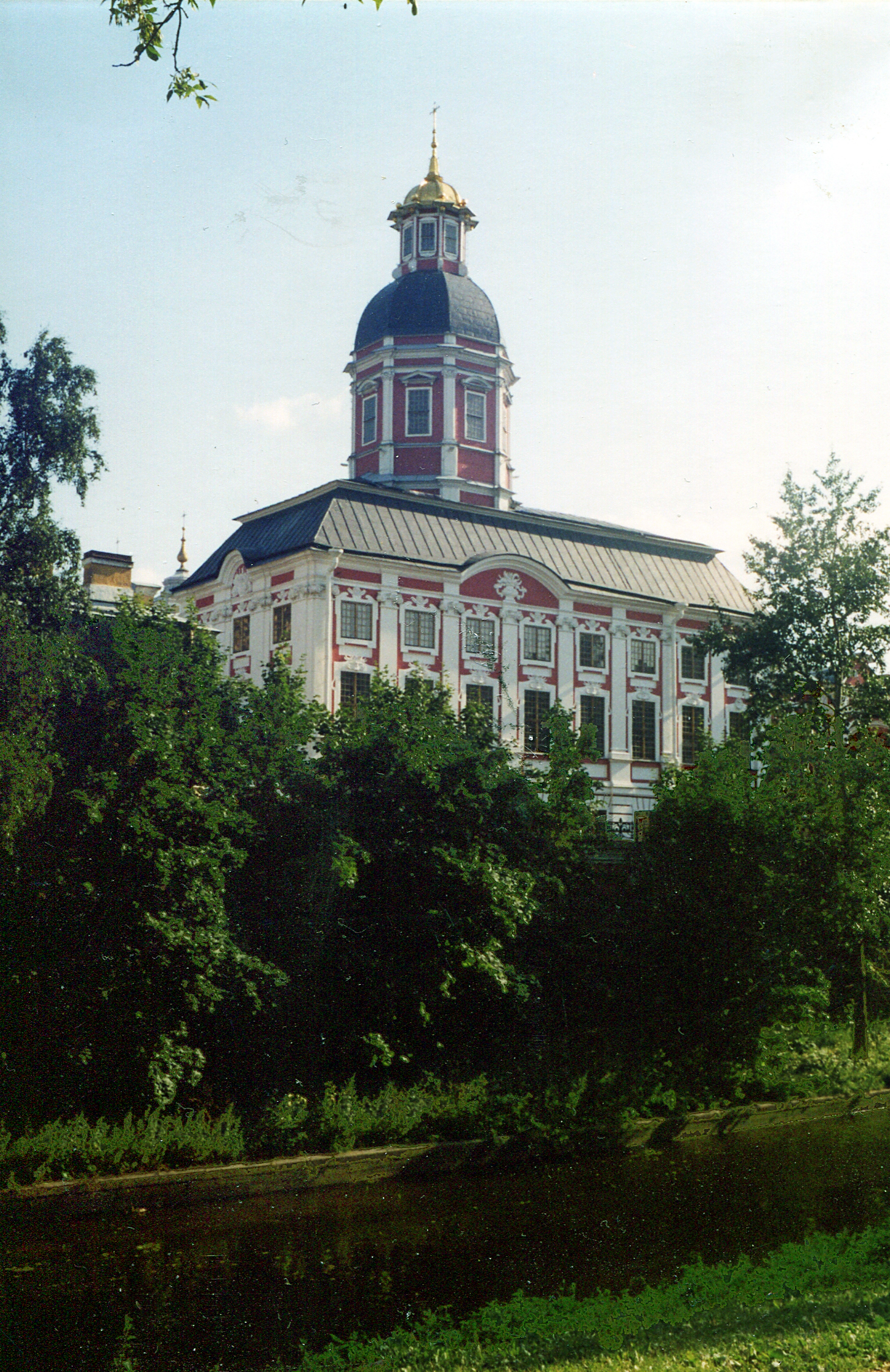
Церковь Благовещения Пресвятой Богородицы. Лавра

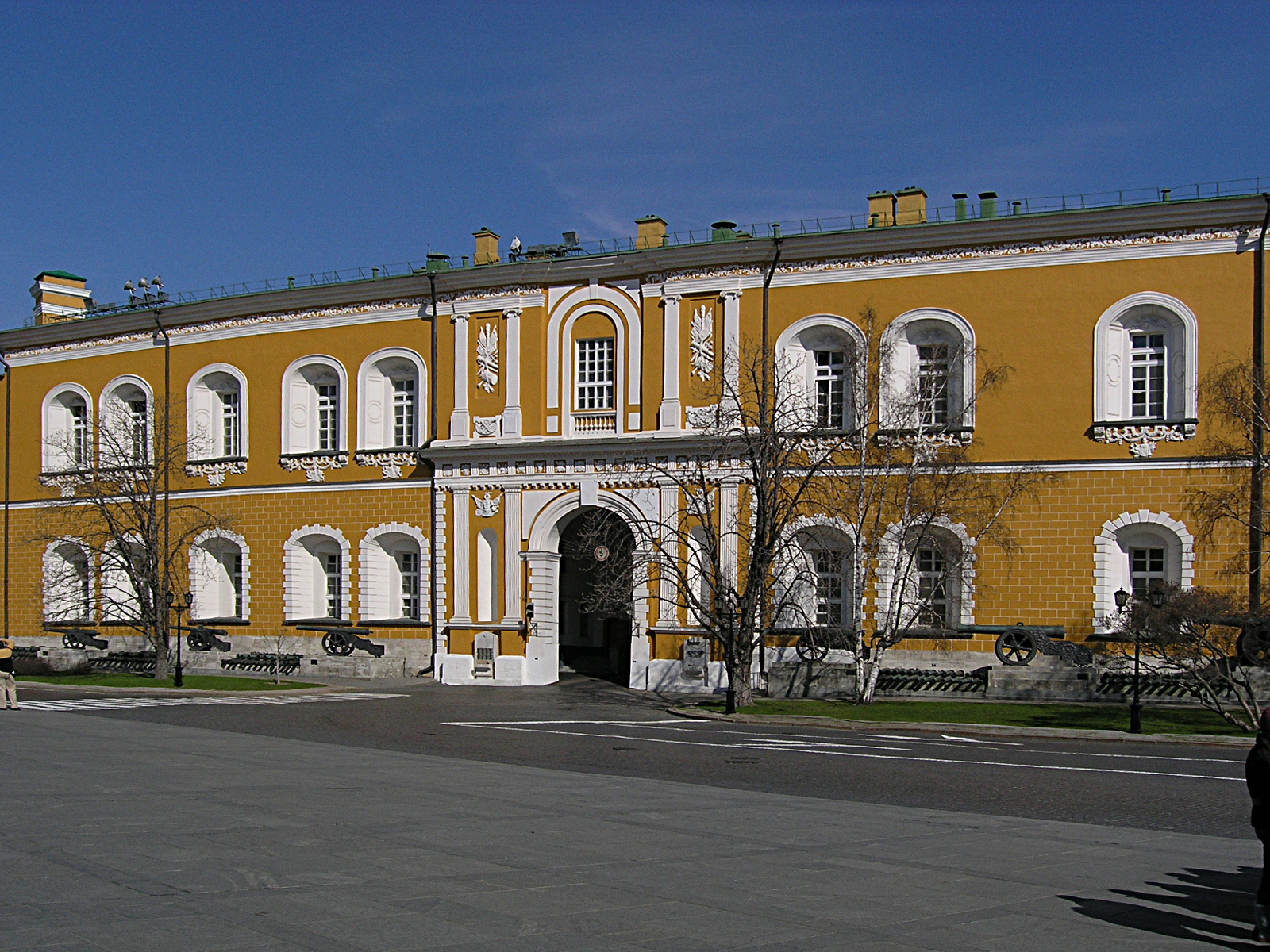
Здание Арсенала в московском Кремле

Кристоф Конрад (1670-е — ?) — немецкий архитектор эпохи барокко.

## Биография
Один из первых иностранных архитекторов, приглашённый Петром в Россию. Приехал из Дрездена первоначально в Москву, где стал первым из иностранных архитекторов, работавших по европеизации Москвы. Он строил там здание Арсенала «на немецкий манер», в контакте с русскими мастерами, например М. И. Чоглоковым. Ими было построено здание, ставшее одним из самых примечательных образцов стиля барокко на русской почве.
Но после обрушения его свода перебрался в Петербург в 1715 году. Здесь он строил дома в Кронштадте вместе с И. Ф. Браунштейном. И под руководством Д. Трезини возводил Благовещенскую церковь и Духовский корпус — первые здания Александро-Невской Лавры.
В 1720 г. был сменён Швертфегером.
Вернулся к строительству арсенала в Москве, но был в 1731 году уволен. После него работу над Арсеналом закончил И. Я. Шумахер.